# Isaac de Caus

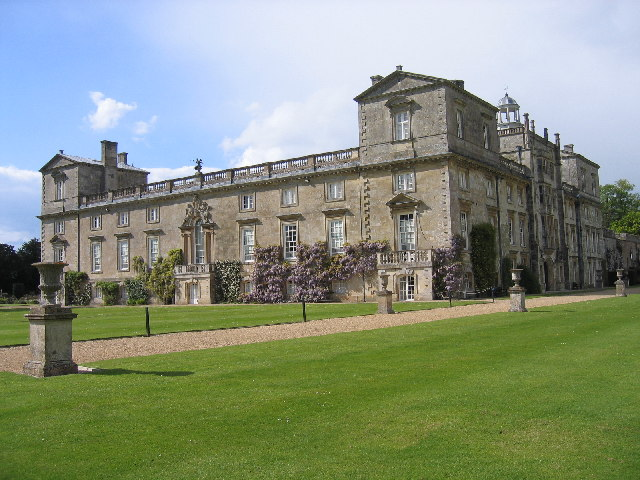
Vista de la fachada sur de Wilton House.

Isaac de Caus (Dieppe, 1590-París, 22 de febrero de 1648) fue un paisajista y arquitecto francés. Se trasladó a Inglaterra en 1612 para continuar las obras de su hermano mayor, Salomon de Caus. Además de ser el arquitecto encargado de ejecutar el diseño de Inigo Jones en Covent Garden, otras obras relevantes suyas son las de la fachada sur y el jardín de Wilton House (1632) y en Lincoln's Inn.

## Publicaciones
- Nouvelle Invention de Lever L'Eau Plus Haut (1644)[5]